# Robert Hosp
Robert Hosp, né le 13 décembre 1939 à Bâle et mort le 5 octobre 2021,, est un joueur de football international suisse, qui évolue au poste d'attaquant. Il est le meilleur buteur de l'histoire du FC Lausanne-Sport, toute compétition confondue,. 

## Biographie

### Carrière en club
Avec le club du Lausanne-Sport, il remporte un championnat de Suisse et deux Coupes de Suisse.
Buteur prolifique, il inscrit 18 buts en première division lors de la saison 1963-1964 puis 20 buts lors de la saison 1965-1966.
En Coupe d'Europe des clubs champions, il dispute un match face au Sparta Prague en 1965. Il est également quart de finaliste de la Coupe d'Europe des vainqueurs de coupe lors de cette même année.

### Carrière en sélection
Avec l'équipe de Suisse, il joue 16 matchs et inscrit deux buts entre 1960 et 1967.
Il joue son premier match en équipe nationale le 6 janvier 1960 lors d'une rencontre face à l'Italie, et son dernier le 5 janvier 1967 contre le Mexique. Il inscrit un but face aux Pays-Bas en 1965 puis un autre face à l'Union soviétique en 1966.
Il figure dans le groupe des sélectionnés lors de la Coupe du monde de 1966. Lors du mondial organisé en Angleterre, il joue trois matchs : contre l'Allemagne, Espagne et l'Argentine.

## Palmarès
Il est Champion de Suisse 1965 avec le Lausanne-Sport FC et remporte la Coupe de Suisse en 1962 et en 1964, en battant en finale l'AC Bellinzone et le FC La Chaux de Fonds. Il est également finaliste de la Coupe de Suisse 1967, en étant battu par le FC Bâle.